# 亀山早苗
亀山 早苗（かめやま さなえ、女性、1960年 - ）は、日本のフリーライター。

## 来歴
東京都出身。明治大学文学部（演劇学専攻）を卒業後、雑誌のフリーランスライターとして活動を始める。
2021年2月に設立された一般社団法人配信映像審査ネットワークで理事を務める。

## 主張
- 夫婦間、恋人間のパートナーシップに関する著作が多い。
- 選択的夫婦別姓制度導入に賛同する[3]。「人生も社会制度も、選択肢は多ければ多いほどいい。別姓も結合姓も、場合によってはまったく新しい姓をも選択できるようにすればいい」と述べる[3]。結婚した時、「自分の名前に特に愛着があるわけでもないのだが、婚姻届を書いたときの不快感はいまだに忘れられない。仕事上はもちろん旧姓を使ったが、いつもお尻のあたりがもそもそするような居心地の悪さにとらわれていた。」とも述べている[3]。
- 同性婚にもエールを送る[4]。

## 著作
- 『ポジティブ離婚―前向きに離婚を選んだ60人』ネスコ 女のココロとカラダシリーズ　1997
- 『低温関係』WAVE出版 1998
- 『夫が職を失ったとき』ネスコ 女のココロとカラダシリーズ 1998
- 『二度めの結婚―新しい家族を得る幸せと切なさ』ネスコ 1999
- 『女がリセットボタンを押すとき』芳賀書店 2000　『もっと違う生き方がしたい!―「新しい私」へと羽ばたいた女たち』ソニー・マガジンズ・ヴィレッジブックス
- 『不倫の恋で苦しむ男たち』WAVE出版 2001
- 『もうすぐ30歳になるあなたへ―「私」らしくシンプルに』大和書房 2001
- 『夫の不倫で苦しむ妻たち』WAVE出版 2001 のち新潮文庫
- 『不倫の恋で苦しむ女たち』WAVE出版 2002 のち新潮文庫
- 『男が「離婚」を語るとき』ポプラ社 2003
- 『「妻とはできない」こと』WAVE出版 2003 のち文庫
- 『男と女…―セックスをめぐる五つの心理』WAVE出版 2004　のち中公文庫
- 『「夫とはできない」こと』WAVE出版 2004 のち文庫
- 『しない女 私たちがセックスしない理由』大和書房 2005
- 『不倫の恋の決断』WAVE出版 2005
- 『マリッジ・セックス』新潮社 2006 「結婚しても恋人でいたいなら」文庫
- 『なぜ、この人でなければならないのか?』WAVE出版 2006
- 『性を追う女たち 愛と快感』講談社 2006　「愛と快感を追って あきらめない女たち」中公文庫
- 『女の残り時間―ときめきは突然、やってくる』中央公論新社 2007 のち文庫
- 『彼のことがわからない―選べない、決められない、いまどきの男たち』ポプラ社 2007
- 『愛より甘く、せつなく』徳間書店 2007 のち文庫、『甘美な誘惑、そしてせつなく』2016 (文芸社文庫
- 『不倫の恋の品格』WAVE出版 2008
- 『妻と恋人 おぼれる男たちの物語』中央公論新社 2008　のち文庫
- 『秘密の恋日記 わたしたちの歓びと哀しみ』徳間文庫 2008 『秘密の告白 恋するオンナの物語』2015 (文芸社文庫
- 『恋に振り回される女たち』WAVE出版 2008
- 『救う男たち 東京消防庁の精鋭ハイパーレスキュー』WAVE出版 2008
- 『夫婦崩壊!? それでもふたりが別れない理由』WAVE出版 2009
- 『「大人の恋」は罪ですか?』徳間書店 2009　『「オトナの恋」は罪ですか?』2014 文芸社文庫
- 『救う男たち 2 東京消防庁で日々「人の命」と向き合う隊員たち』WAVE出版 2009
- 『渇いた夜』二見文庫、2010
- 『不倫ざかり』二見文庫、2010
- 『恋愛とお金の大事な話 お金の使い方は恋愛のしかたと似ている!』WAVE出版 2010
- 『渇望 性、更年期、そして孤独感』中央公論新社、2010
- 『オンナを降りない女たちオトコを降りる男たち』2012　新潮文庫
- 『復活不倫』WAVE出版　2012
- 『セックスレス そのとき女は』中央公論新社　2012
- 『ﾄﾞﾗﾏﾉﾍﾞﾗｲｽﾞ 幸せの時間 上・下巻』双葉文庫 2013
- 『恋が終わって家庭に帰るとき』WAVE出版　2013
- 『くまモン力 人を惹きつける愛と魅力の秘密』イースト・プレス　2014
- 『婚外恋愛』2014 (メディアファクトリー新書
- 『「最後の恋」に彷徨う男たち』双葉社 2014
- 『夫の不倫がどうしても許せない女たち』朝日新聞出版 2015
- 『妻たちのお菓子な恋 平日午後3時、おやつの時間に手がのびる』主婦と生活社 2015
- 『人はなぜ不倫をするのか』SBクリエイティブ SB新書 2016
- 『日本一赤ちゃんが産まれる病院 熊本・わさもん医師の「改革」のヒミツ』中央公論新社 2017
- 『復讐手帖 愛が狂気に変わるとき』扶桑社 2017
- 『アラフォーの傷跡 女40歳の迷い道』2017 鹿砦社新書

### 共著
- 『ひとの不幸は蜜の味』（神山由美子原作）ノベライズ 双葉社 1994
- 『男を抱くということ』斎藤綾子、南智子共著 飛鳥新社 2001
- 『おとなの関係 性と心とからだと愛』山路徹共著　中央公論新社　2012